# Liassine Cadamuro-Bentaïba
Liassine Cadamuro-Bentaïba (Tolosa, França, 5 de març de 1988) és un futbolista professional franco-algerià. Juga de defensa i ha estat internacional amb la selecció del nord d'Àfrica.

## Trajectòria
Central format al planter del FC Sochaux. El 2008, signa amb la Reial Societat, per les properes 6 temporades, combinant amb el filial i el primer equip. L'any 2014, va ser cedit a l'Osasuna disputant un total de 16 partits.
La següent temporada se la passà cedit al RCD Mallorca on acabà contracte amb la Real i passà a ser jugador lliure fins que firmà contracte el gener de 2016 amb el Servette suís on ja havia jugat alguns partits prèviament. La temporada 2017/18 va fitxar pel Nîmes Olympique on va arribar a disputar 19 enfrontaments i on va marcar 1 gol. L'agost del 2018 firma pel Gimnàstic per a les següents dues temporades, però surt després de la primera. Juga a Romania i Grècia abans de tornar a França, on ha passat per diversos equips de divisions inferiors.
Amb la selecció d'Algèria va ser convocat per a la Copa del Món de Futbol de 2014 i per a 3 Copa d'Àfrica de Nacions (2013, 2015 i 2017).